# John Lurie
John Lurie (Minneapolis, Minnesota, 14 de desembre de 1952) és un actor, músic, pintor i productor de televisió estatunidenc.
Va cofundar la formació de jazz The Lounge Lizards, ha actuat en diverses pel·lícules (d'entre les quals Estranys al paradís i Sota el pes de la llei), ha compost i interpretat la música d'obres de cinema i televisió, i produït, dirigit i aparegut a la sèrie de documentals Fishing with John. L'any 1996 la seva banda sonora de Get Shorty va ser nominada al Premi Grammy. Des del 2000 ha centrat la seva atenció en la pintura, arran de patir la malaltia de Lyme; les seves obres s'han exposat en galeries i museus de tot el món.

## Biografia
Lurie va néixer a Minneapolis, on hi va viure fins als sis anys, quan la família va mudar-se a Nova Orleans i posteriorment a Worcester (Massachusetts). Té un germà (Evan) i una germana (Liz), i la seva mare havia estat pintora i professora d'art a Liverpool abans de casar-se.
A l'institut Lurie jugava a bàsquet i tocava l'harmònica, i va arribar a improvisar amb Mississippi Fred McDowell i Canned Heat el 1968. Durant un espai curt de temps va tocar l'harmònica en una banda de Boston, però aviat es va canviar a la guitarra i, de manera definitiva, al saxòfon. Un cop acabat l'ensenyament superior va fer autoestop fins a Berkeley (Califòrnia).
L'any 1974 es va traslladar a Nova York i va visitar Londres, on va fer un solo de saxo per primer cop, a l'Acme Gallery.

## Trajectòria professional
El 1978 va formar The Lounge Lizards amb el seu germà Evan, que tocava el piano; la banda, que feia jazz, punk rock i no wave, va estar activa durant 20 anys.
Lurie ha compost la música de més de 20 pel·lícules, entre les quals trobem Estranys al paradís, Sota el pes de la llei, Mystery Train, Clay Pigeons, Animal Factory i Get Shorty, amb la que va aconseguir una nominació als Premis Grammy.
Durant la dècada del 1980 va protagonitzar els films de Jim Jarmusch Estranys al paradís i Sota el pes de la llei, i va fer cameos a Vacances permanents i Downtown 81, encara que també va actuar a París, Texas i The Last Temptation of Christ.
Va guionitzar, dirigir i protagonitzar la sèrie de televisió Fishing with John (1991-1992), que va esdevenir un fenomen de culte, i comptava amb convidats com ara Tom Waits, Willem Dafoe, Matt Dillon, Jim Jarmusch, i Dennis Hopper.
Lurie pinta des de la dècada del 1970; la gran majoria de la seva obra primerenca eren aquarel·les i dibuixos a llapis, però a partir dels anys 2000 va començar a treballar a l'oli. La seva primera exposició va ser el juliol de 2003, amb dues peces seves exhibides a la Nolan/Eckman Gallery de Nova York; posteriorment ha exposat a Múnic, Zúric, Amsterdam, Mont-real, Chicago, Luxemburg, Tòquio, Los Angeles, i Filadèlfia. El Museu d'Art Modern de Nova York ha adquirit algunes de les seves obres per a la seva col·lecció permanent.
També ha publicat un parell de llibres d'art: Learn To Draw (2006) i A Fine Example of Art (2008).

## Filmografia

### Cinema
- 1978: Rome '78
- 1979: Men in Orbit
- 1980: Underground U.S.A.
- 1980: Vacances permanents (Permanent Vacation)
- 1980: The Offenders
- 1981: Subway Riders
- 1984: Estranys al paradís (Stranger Than Paradise)
- 1984: París, Texas (Paris, Texas)
- 1985: Buscant la Susan desesperadament (Desperately Seeking Susan)
- 1986: Sota el pes de la llei (Down by Law)
- 1988: The Last Temptation of Christ
- 1988: Il piccolo diavolo
- 1990: Cor salvatge (Wild at Heart)
- 1992: John Lurie and the Lounge Lizards Live in Berlin 1991
- 1995: Smoke (no surt als crèdits)
- 1995: Blue in the Face
- 1996: Just Your Luck
- 1998: New Rose Hotel
- 2000: Sleepwalk

### Televisió
- 1998: Fishing with John (sèrie documental)
- 2001-2003: Oz (sèrie de televisió)
- 2003: Are You Comfortable? (telefilm)
- 2010-2011: Mobsters (sèrie de televisió)

## Discografia

### John Lurie
- 1993: John Lurie National Orchestra: Men with Sticks (Crammed Discs/Made to Measure)
- The Days with Jacques
- 1999: The Legendary Marvin Pontiac: Greatest Hits (Strange and Beautiful Music)

### The Lounge Lizards
- 1981: Lounge Lizards (Editions EG/Polydor Records)
- 1983: Live from the Drunken Boat (Europe)
- 1985: Live: 1979-1981 (ROIR)
- 1986: Big Heart: Live in Tokyo (Island Records)
- 1986: No Pain for Cakes (Island)
- 1988: Voice of Chunk (VeraBra)
- 1992: Live in Berlin, Volume One (VeraBra)
- 1993: Live in Berlin, Volume Two (VeraBra)
- 1998: Queen of All Ears (Strange and Beautiful Music)

### Bandes sonores
- 1986: Estranys al paradís i The Resurrection of Albert Ayler (Crammed Discs/Made to Measure)
- 1987: Sota el pes de la llei i Variety (Crammed Discs/Made to Measure)
- 1989: Mystery Train (Milan/RCA Records)
- 1995: Get Shorty (Verve)
- 1997: Excés d'equipatge (Excess Baggage) (Prophecy)
- 1998: Fishing with John (gravat el 1991; Strange and Beautiful Music)
- 1999: African Swim i Manny & Lo (Strange and Beautiful Music)